# Pempheris klunzingeri
Pempheris klunzingeri is een straalvinnige vissensoort uit de familie van bijlvissen (Pempheridae). De wetenschappelijke naam van de soort werd voor het eerst geldig gepubliceerd in 1911 door McCulloch.